# Cortyta remigiana
Cortyta remigiana là một loài bướm đêm trong họ Erebidae.